# Gaio Fannio Strabone (console 161 a.C.)
Gaio Fannio Strabone (latino: Caius Fannius Strabo) (fl. II secolo a.C.) è stato un politico e generale romano.

## Biografia
Fu eletto console nel 161 a.C. con Marco Valerio Messalla. Durante il loro consolato tutti i retori stranieri furono espulsi da Roma.
Fannio propose anche una lex sumtuaria, nota poi come Lex Fannia, per limitare le spese che i romani potevano sostenere durante i giochi romani.
Come riportato nella didascalia, nell'anno del suo consolato vennero per la prima volta rappresentate l'Eunuchus ed il Phormio di Terenzio.